# Аммон, Фридрих Август фон
Фридрих Август фон Аммон (нем. Friedrich August von Ammon; 10 сентября 1799, Гёттинген — 1861, Дрезден) — немецкий медик, офтальмолог.

## Биография
Фридрих Август фон Аммон родился в семье известного немецкого теолога и богослова Кристофа Фридриха фон Аммона. В отличие от своего старшего брата Вильгельма Фридриха Филиппа, который пошёл по стопам отца, Фридрих Август избрал своей профессией медицину.
Август фон Аммон с усердием изучал медицинские науки в Лейпцигском университете, затем в Гёттингенском университете, где получил степень доктора медицины. Начиная с 1823 года практиковал в городе Дрездене, а в 1829 году был назначен профессором дрезденской медико-хирургической академии и директором её поликлиники.
Кроме того, Фридрих Август фон Аммон основал частную лечебницу для глазных и хирургических больных. В 1837 году Аммон был назначен лейб-медиком короля.
Аммон издавал два журнала: «Zeitschrift für Ophtalmologie» (5 т., Дрезден и Гейдельберг, 1830—36) и «Monatsschrift für Medizin, Augenheilkunde und Chirurgie» (3 том, Лейпциг, 1838—40). Помимо статей размещённых в этих журналах, Аммон опубликовал некоторые труды отдельными изданиями. Написанный им атлас глазных болезней одно время был наиболее подробным иллюстрированным пособием по офтальмоскопии.
Фридрих Август фон Аммон был похоронен на местном кладбище Святого Ильи в Дрездене.

## Избранная библиография

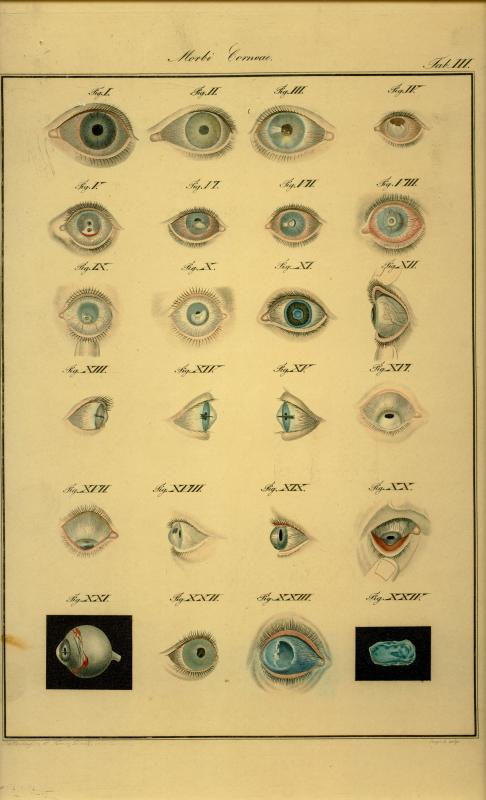
Страница из Klinische Darstellungen der Krankheiten des Menschlichen Auges

- «Klinische Darstellungen der Krankheiten und Bildungsfehler des menschlichen Auges» (4 т., Берлин, 1838—1847);
- «De genesi et usu maculae luteae iu retina oculi humani obviae» (Вейм., 1830),
- «De Physiologia Tenotomiae experimentis illustrata» (Дрезд., 1837),
- «De Iritide» (нем. пер., Берл., 1843),
- «Die Behandlung des Schielens durch den Muskelschnitt» (Берлин, 1840)
- «Illustrirte pathol. Anatomie der menschlichen Cornea, Sclera, Chorioidea und des optischen Nerven» (изд. Варнаца, Лейпц., 1862).
- «Die angeborenen chirurgischen Krankheiten der Menschen» (Берл., 1839—42)
- «Die plastische Chirurgie» (Берл., 1842).
- «Die ersten Mutterpflichten und die erste Kindespflege» (24 изд. Винкеля, Лейпц., 1842)
- «Brunniendiätetik» (7 изд., обраб. Реймером, Лейпц., 1880).